# Gwiazdowo (powiat szczecinecki)
Gwiazdowo – wieś w Polsce położona w województwie zachodniopomorskim, w powiecie szczecineckim, w gminie Barwice.
Dawny majątek rycerski, który od XVI do XVII w. był lennem rodu von Wolde. Park dworski, krajobrazowy z drugiej połowy XIX w. otaczał, rozebrany w latach 80. XX wieku, dwór o konstrukcji murowanej w parterze i szachulcowej na piętrze..
W latach 1975–1998 miejscowość położona była w województwie koszalińskim.